# カンポ・ヴァチーノの眺め
『カンポ・ヴァチーノの眺め』（カンポ・ヴァチーノのながめ、仏: Vue du Campo Vaccino、英: View of Campo Vaccino）は、17世紀フランスの巨匠クロード・ロランが1636年ごろ、キャンバス上に油彩で制作した風景画である。現在、パリのルーヴル美術館に所蔵されている。この絵画は、やはりルーヴル美術館に所蔵されている『議事堂のある港』 (1636年) と対をなしていた。 ロンドンの大英博物館に本作の準備素描 (R 68, nº 124) が所蔵されている。また数点の絵画の複製があり、ロンドンのダリッジ絵画館、ダブリンのアイルランド国立美術館などに収蔵されている。

## 歴史
この風景画は、教皇ウルバヌス8世のもとに派遣されていたフランス大使フィリップ・ド・ベテューヌ (1561-1649年) のために描かれた。彼は自身のセル＝シュール＝シェール城に隠居していたが、10年を過ごした町ローマの思い出となるものを欲したのである。この絵画は対作品『議事堂のある港』とともに、彼の美術コレクションを受け継いだ息子のイポリット・ド・ベテューヌ (1603-1665年) に遺贈されたと思われる。次いで、本作はヴェリュ伯爵夫人 (1737年)、ド・ルイ・ゲニャ (de Louis Gaignat、1757年)、オギュスタン・ブロンデル・ド・ガニー、1769年) 、ダントワーヌ・プラン (d'Antoine Poullain、1776年) 、ブリサック公爵  (1780-179年年) の所有となった。
18世紀に、本作とその対作品は数回売却されたが、数十年のうちに価格が上昇していった。ヴェリュ伯爵夫人の売却 (1737年) の際には3,350リーヴル、ゲニェの売却 (1769年) の際には6,200リーヴル、ブロンデル・ド・ガニーの売却 (1776年) の際には11,904リーヴル、そしてプラン (1780年) の売却の際には11,003リーヴルであった。作品はフランス革命中に没収され、1793年にルーヴル美術館に収蔵された。

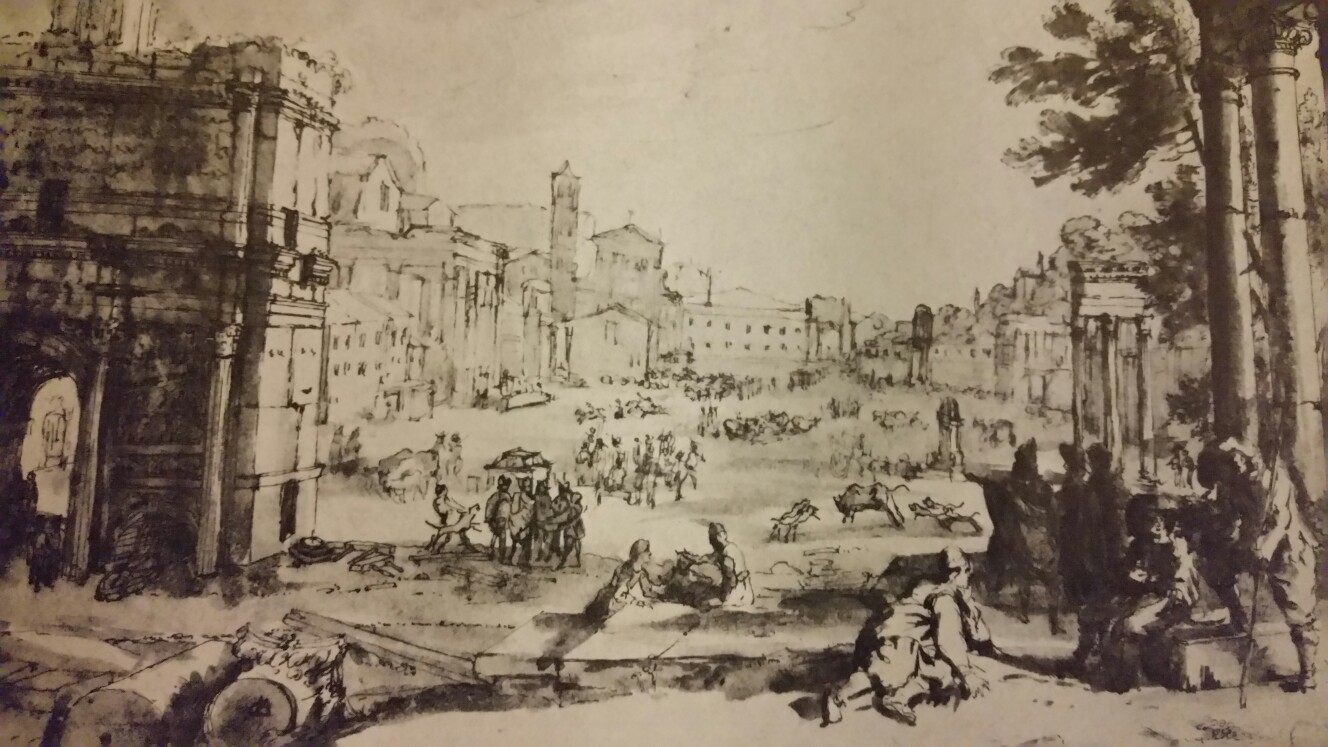
絵画に相当する『真実の書』中の第9番の素描

絵画は1781年以前に下辺が3センチ拡大され、同年、そのサイズで版画の複製が制作された。
本作は、『真実の書』に第9番の素描として記載されている。この書は、クロードが贋作を防ぐために自身のすべての絵画を素描で複製し、まとめたものである。素描の裏側には、「CLAVDIO 」という画家の署名が「faict pour monsig. lambasadeur De France mons.r De betune à Rome Claudio fecit in V.R.」という銘文とともに記されている。

## 背景
クロード・ロランはイタリアで自身を確立した画家である。バロック期の画家であるが、フランス古典主義の潮流の中で風景画に優れていた。クロードは、自身の絵画に古典を参照した「理想的風景画」という新しい概念を反映させた。これは、理想化された自然と画家の内面世界を表すものである。こうした風景は、自然により精緻で知的な性格を与えたもので、画家の創造の主な対象となった。それはまた、画家の世界観を実体化する対象、および画家の詩情を解釈する対象ともなり、理想的で完璧な空間を想起させる。
この絵画はクロードが旺盛に制作した時期のもので、彼の画業の円熟期の始まりを示している。クロードは徐々に風景画家として名を成していたが、1635年には彼の最大の委嘱の1つとなるものを受けるまでになった。それは、スペイン王フェリペ4世に発注されたブエン・レティーロ宮殿 (マドリード) のための8点の大作であった。これらの作品はそれまでにクロードが制作した作品の中で最大で、その荘厳な構想は彼の画業の頂点をなすものである。

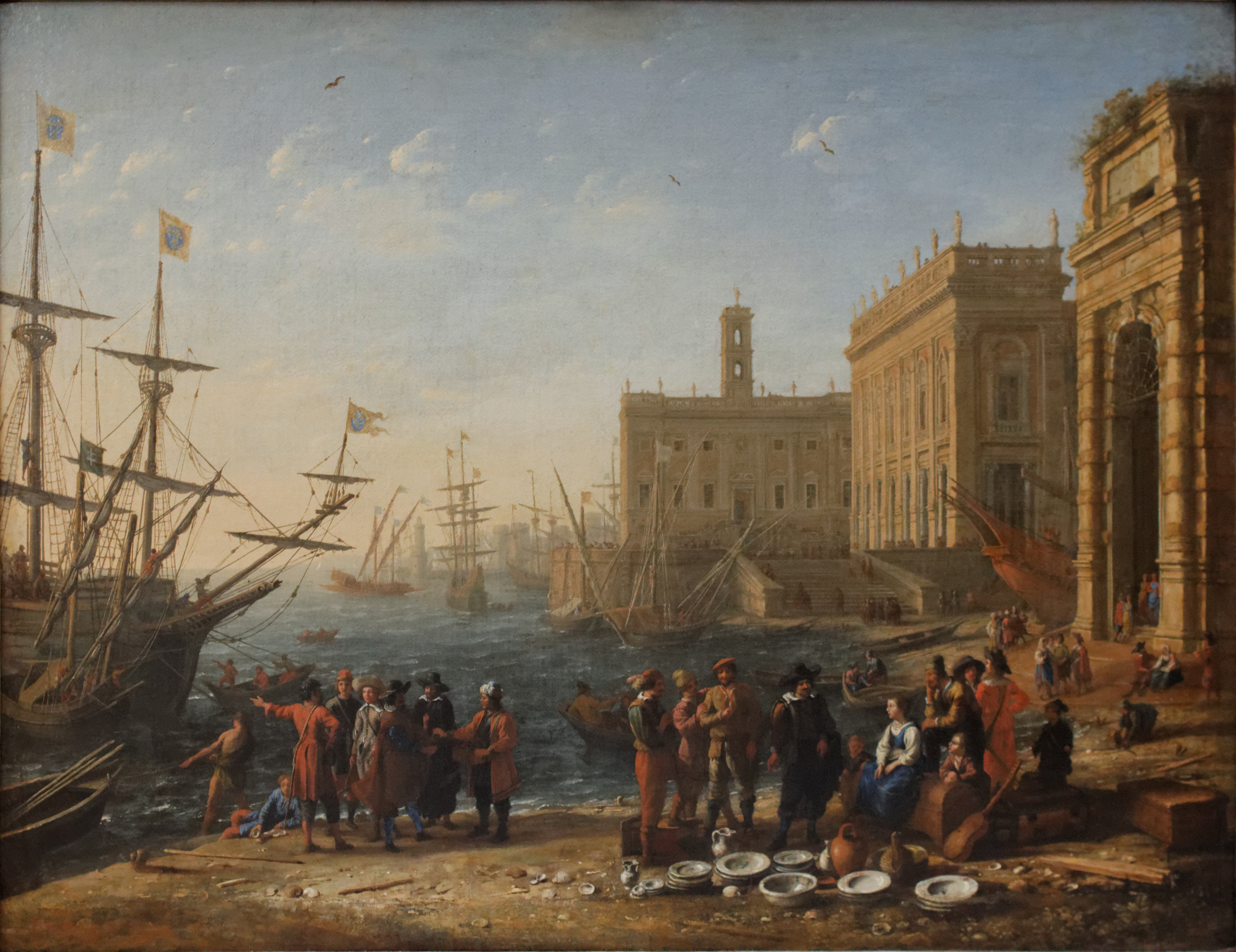
対作品の『議事堂のある港』ルーヴル美術館、パリ

カンポ・ヴァチーノは、16世紀から18世紀までフォロ・ロマーノの遺跡がある地域に付けられた名称である。名称は、ここで開かれていた牛の市場に由来し、ローマがナポレオンに占領され、フォロ・ロマーノにおける発掘調査が開始されるまで存続していた。明らかに、フランス大使のベテューヌは、記念としてローマの風景を2点所望していた。1点は古代ローマを表したもの (本作『カンポ・ヴァチーノの眺め』) で、もう1点は新しいローマを表したのもの (対作品の『議事堂のある港』) であった。後者は、海岸沿いに移動されたカンピドリオ広場のセナトリオ宮殿およびコンセルヴァトーリ宮殿 (現在のカピトリーノ美術館の建物) を表している (しかし、1654年に完成する新宮殿は描かれていない)。『議事堂のある港』は、クロードによる海港の一連の作品中、初期のものの1つである。これらの絵画は、自身で風景を創作する傾向のあったクロードによる、ローマの風景を表すただ2点の作品となっている。

## 作品

カンピドリオの丘から見たフォロ・ロマーノ

本作の景観はカンピドリオの丘から採られたもので、厳密な地形的実体を反映している。右側にはサートゥルヌス神殿の遺跡にある3本の円柱が建っており、その背後には大きな木々がある。これらの円柱の下では、当時の衣服を身に着けた何人かの人々が話している。左側のには、セプティミウス・セウェルスの凱旋門の半分と、アントニヌス・ピウスとファウスティナ神殿が見える。後景には17世紀当時のローマの建物がある。一方、画面中央の界隈には市場が立っており、多くの人々が商売をしている。空は雲に覆われている。絵画の本来の状態を表すX線画像では、話をしている人々のいる画面下部右側には地面に倒れた柱があった。この本来の構図は、クロードが数年前に描いた、スプリングフィールド美術館蔵の『フォロ・ロマーノのあるカプリッチョ』に類似している。

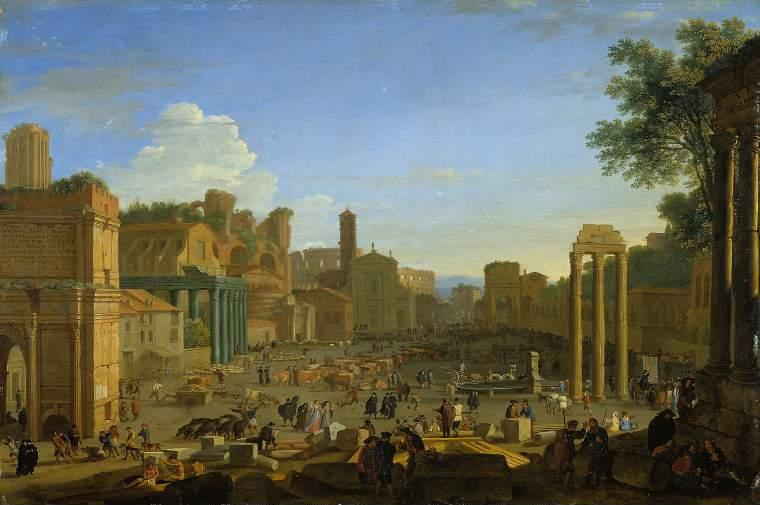
ヘルマン・ファン・スワーネフェルト 『カンポ・ヴァチーノの眺め』 (1631年)、フィッツウィリアム美術館、ケンブリッジ

本作を制作するにあたり、クロードは様式的な面だけでなく、図像学的な面で当時ローマの景観を描いていた画家たち、すなわち、ピーテル・ファン・ラール、ジャック・カロ、そしてバンボッチャンティと呼ばれる画家たちに影響を受けている。バンボッチャンティの画家たちは、ローマの景観と、一般に小さく描かれた人々のいるローマの町の日常生活の場面を描いたが、それはクロードの本作や、本作と関連があるとされるヘルマン・ファン・スワーネフェルトによる『カンポ・ヴァチーノの眺め』 (1631年、フィッツウィリアム美術館、ケンブリッジ) においても同様である。しかしながら、スワーネフェルトの作品が細部に富み、色彩が明るく統一されているのに対し、クロードの作品は場面の統一性を優先している。いくつかの建物の大きさに加えて明るさも変えられており、前景は暗く、バラ色の光で照らされた後景は明るいため、よりコントラストのある作品となっている。